# Isola di Apo
L'isola di Apo è un'isola vulcanica dell'arcipelago delle Filippine che si estende per 74 ettari a Sud della punta meridionale dell'isola di Negros, nella provincia di Negros Oriental.
L'isola e le acque che la circondano vennero dichiarate area paesaggistica protetta nel 1993 con atto dell'allora Presidente delle Filippine Fidel Valdez Ramos. e con il nome di Apo Island Protected Landscape/Seascape. Negli anni Apo è diventata una destinazione rinomata e ricercata da molti turisti amanti delle immersioni.
L'isola è parte della municipalità di Dauin, provincia di Negros Oriental, ed è una delle sue 23 barangay. Nel 2010 l'isola aveva una popolazione di 918 persone.

## Geografia
L'isola di Apo si trova a Sud dell'estrema punta meridionale dell'isola di Negros, a 7 chilometri dalla municipalità di Zamboanguita e a 25 chilometri sud del capoluogo Dumaguete. Si estende approssimativamente per 1,5 km da nord a sud e per 1 km da est a ovest, ricoprendo un'area di circa 74 ettari. Il punto più alto è situato a circa 120 metri sopra al livello del mare.
L'isola è raggiungibile via barca dall'abitato di Malatapay nei pressi di Zamboanguita.

## Santuario marino e turismo

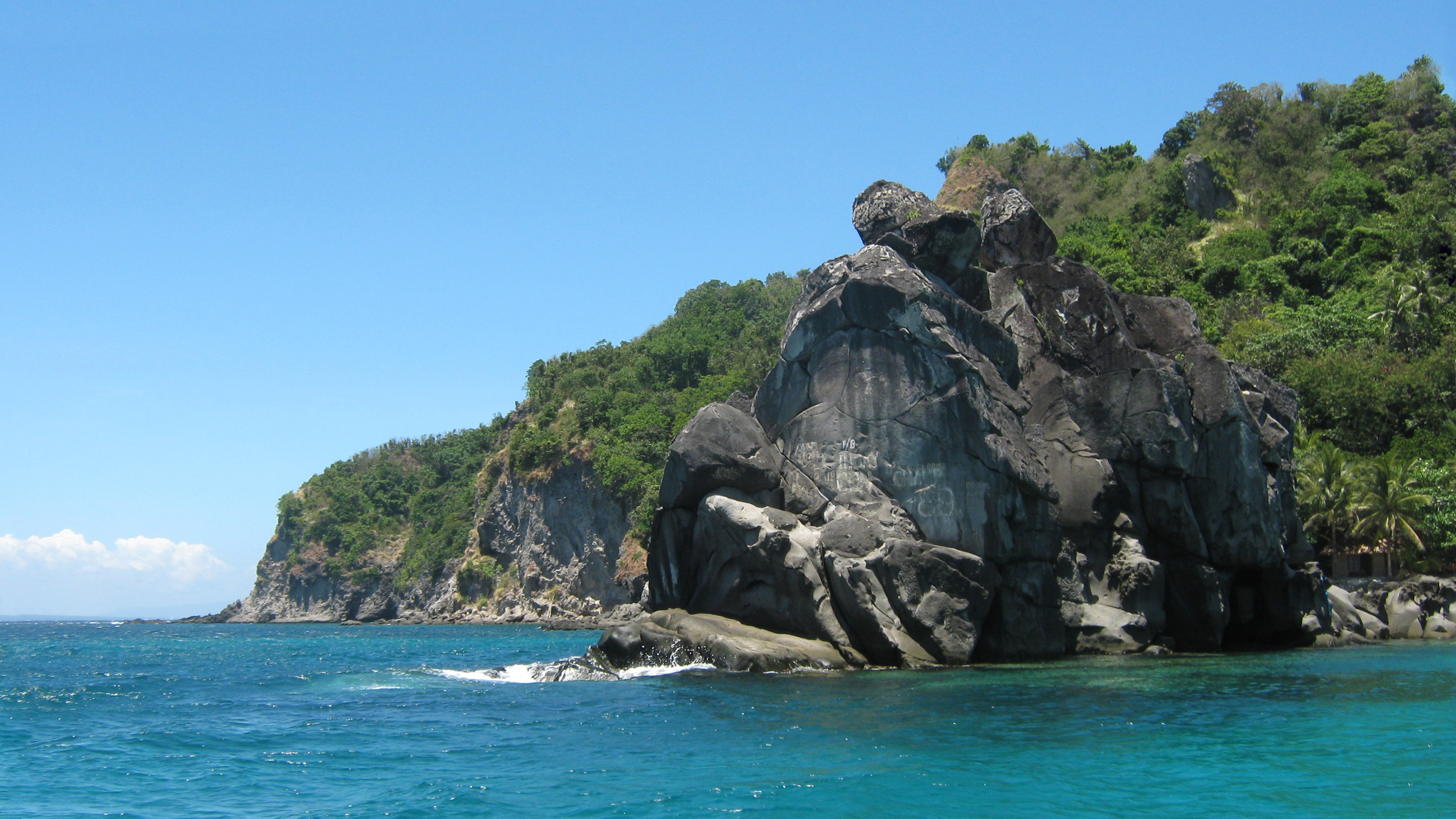
Formazioni rocciose nella zona di approdo.

L'isola di Apo era una comunità organizzata con diversi santuari marini, e quindi è stata molto documentata dalla comunità scientifica mondiale. Il progetto iniziò quando il Dr. Angel Alcala, uno scienziato marino della Silliman University Marine Laboratory, introdusse ai pescatori locali l'importanza di creare un santuario marino in quell'area. All'inizio c'era esitazione da parte della gente del posto, ma dopo tre anni di discussioni il Dr. Alcala riuscì a convincere la comunità dell'isola a creare il santuario. Assistiti dallo staff del SU Marine Laboratory nel 1982, i pescatori locali selezionarono un'area lunga 450 metri che si estende a 500 metri dalla costa per il santuario. Da quel momento, il progetto iniziato sull'isola diede vita alla creazione di centinaia di altri santuari marini nelle Filippine. 
Attualmente l'isola è la casa di più di 650 specie di pesci documentati e si stima che abbia oltre 400 specie di coralli. La maggior parte delle 450 specie di coralli delle Filippine può essere trovata qui, dalle minuscole bolle di corallo fino agli enormi ventagli delle gorgonie. I visitatori e i turisti pagano una tassa per entrare nell'Isola di Apo a fare snorkeling o immergersi nei santuari marini. I soldi ricavati da queste tasse sono utilizzati per tenere il santuario pulito e in buone condizioni.
Nel 2003, L'Acquario Shedd di Chicago aprì un'esposizione basata sulla barriera corallina che circonda l'Isola di Apo e il santuario marino. Nel 2008, la rivista Spot Diver Magazine ha inserito l'isola di Apo nella lista delle 100 isole più belle per fare immersione in tutto il mondo.
Dal 2014 al 2017 è stato chiuso il santuario dei pesci, situato nella parte sud-est dell'isola, a causa del potente tifone Haiyan che ha distrutto la barriera corallina superficiale. Questa spiaggia infatti si trova di fronte all'oceano e attualmente bandisce lo snorkeling, questo posto è ora utilizzato come parcheggio per le navi da pesca. Nonostante l'isola non sia una riserva marina, solo la popolazione locale ha il diritto di pescare lì, quindi si possono trovare reti, trappole e arpioni. I vantaggi principali dell'isola sono gli impianti per l'immersione (con serbatoi e compressori), la protezione delle tartarughe marin, che sono più di 60, e una diversità di coralli morbidi e duri. Nella parte nord dell'isola, le correnti offrono acque eccezionalmente pulite anche durante la stagione dei plankton (tra dicembre e marzo) con un branco di pesci, 13 barracuda e alcune cernie che si trovano vicino al luogo di immersione Coconut